# 决杀令 (1977年电影)
《决杀令》（英語：Judgement of an Assassin）是1966年孙仲执导的香港武侠题材电影，由姜大卫、井莉等人领衔主演，该电影主要讲述武林邪派百毒派为了称霸江湖，不惜做了很多坏事，但是最后却在众人的努力下导致计划失败的故事。

## 劇情簡介
有那么一天，一个武林正派门派的人被灭门，随后又有很多门派的人被灭门。
而随后又过了一段日子，百毒派的人当众对其他门派的人宣布找到了凶手，并且还召集其他门派的人来对凶手做出惩戒。
但是只有少部分人看出这一切实际是百毒派自导自演出来的，实际上，他们为了称霸武林，杀死了很多人，并且还欺骗了很多正派人士。
虽说最后在众人的努力下，邪派最终没有得逞，但是武林正派却因此牺牲了很多人……

## 演员表
- 姜大卫
- 井莉
- 陈惠敏
- 冯克安
- 曾楚霖
- 元彬
- 冯敬文
- 刘准
- 艾飞
- 顾文宗
- 钱似莺
- 井淼
- 刘慧玲
- 顾冠忠
- 谷峰
- 欧阳莎菲
- 杨志卿
- 王莱
- 韦弘
- 宗华
- 詹森

## 职员表
- 导演：孙仲
- 制片人：邵逸夫
- 摄影：蓝乃才
- 剪辑：姜兴隆、少峰
- 美术 ：陈景森
- 化妆 ：吴绪清

## 相關連結
- 香港影庫上《决杀令》的資料（繁體中文）
- 豆瓣电影上《决杀令》的資料 （简体中文）
- 互联网电影数据库（IMDb）上《决杀令》的资料（英文）